# Микроелектромеханични системи
Микроелектромеханичните системи (MEMS/МЕМС), наричани също микроелектромеханични системи (или микроелектронни и микроелектромеханични системи), и свързаните с тях микромехатроника и микросистеми представляват технологията на микроскопичните устройства, особено на тези с подвижни части. В наномащаба те се сливат в наноелектромеханични системи (NEMS) и нанотехнологии. MEMS се наричат също микромашини в Япония и микросистемни технологии (MST) в Европа.
MEMS се състоят от компоненти с размер между 1 и 100 микрометра (т.е. от 0,001 до 0,1 mm), а размерите на MEMS устройствата обикновено варират от 20 микрометра до един милиметър (т.е. от 0,02 до 1,0 mm), въпреки че компонентите, подредени в масиви (напр. цифрови микроогледални устройства), могат да бъдат повече от 1000 mm2. Обикновено те се състоят от централен блок, който обработва данни (чип с интегрална схема, например микропроцесор), и няколко компонента, които взаимодействат с околната среда (например микросензори). Поради голямото съотношение между площта на повърхността и обема на MEMS, силите, породени от електромагнетизма на околната среда (например електростатични заряди и магнитни моменти) и динамиката на флуидите (например повърхностно напрежение и вискозитет), са по-важни конструктивни съображения, отколкото при механичните устройства с по-голям мащаб. Технологията MEMS се различава от молекулярната нанотехнология или молекулярната електроника по това, че при последната трябва да се отчита и химията на повърхността.
Потенциалът на много малките машини е оценен още преди да съществува технологията, която може да ги създаде (вж. например известната лекция на Ричард Файнман от 1959 г. There's Plenty of Room at the Bottom). MEMS станаха практически приложими, след като можеха да се произвеждат с помощта на модифицирани технологии за производство на полупроводникови прибори, които обикновено се използват за производство на електроника. Те включват формоване и нанасяне на покритие, мокро ецване (KOH, TMAH) и сухо ецване (RIE и DRIE), електроразрядна обработка (EDM) и други технологии, които могат да произвеждат малки устройства.

## История
Технологията MEMS се корени в силициевата революция, която може да се проследи до две важни изобретения на силициеви полупроводници от 1959 г.: монолитната интегрална схема (ИС) на Робърт Нойс от Fairchild Semiconductor и MOSFET (металооксидно-полупроводников полеви транзистор или MOS транзистор) на Мохамед М. Атала и Доуон Канг от Bell Labs. Нарастването на MOSFET, миниатюризацията на MOSFET в чиповете на интегралните схеми, доведе до миниатюризация на електрониката (както се предвиждаше от закона на Мур и мащаба на Денард). Това постави основите на миниатюризацията на механичните системи с разработването на технологията за микрообработка, базирана на силициевата полупроводникова технология, тъй като инженерите започнаха да осъзнават, че силициевите чипове и MOSFET могат да взаимодействат и да комуникират с околната среда и да обработват неща като химикали, движения и светлина. Един от първите силициеви сензори за налягане е изотропно микрообработен от Honeywell през 1962 г.
Един ранен пример за MEMS устройство е транзисторът с резонансна врата, адаптация на MOSFET, разработен от Харви К. Натансон през 1965 г. Друг ранен пример е резонисторът – електромеханичен монолитен резонатор, патентован от Реймънд Ж. Уилфингер между 1966 и 1971 г. През 70-те до началото на 80-те години на миналия век са разработени редица MOSFET микросензори за измерване на физични, химични, биологични и екологични параметри.

## Видове
Съществуват два основни типа технологии за MEMS превключватели: капацитивни и омични. Капацитивният MEMS превключвател е разработен с помощта на движеща се плоча или сензорен елемент, който променя капацитета. Омските превключватели се управляват от електростатично управлявани конзоли. Омните MEMS превключватели могат да се повредят от умората на метала на MEMS изпълнителния механизъм (конзолата) и износването на контактите, тъй като конзолите могат да се деформират с течение на времето.

## Материали за производство на MEMS
Изработването на MEMS еволюира от технологията за производство на полупроводникови прибори, т.е. основните техники са отлагане на материални слоеве, моделиране чрез фотолитография и ецване, за да се получат необходимите форми.

### Силиций
Силицият е материалът, използван за създаването на повечето интегрални схеми, използвани в потребителската електроника в съвременната индустрия. Икономиите от мащаба, лесната наличност на евтини висококачествени материали и възможността за включване на електронна функционалност правят силиция привлекателен за голямо разнообразие от MEMS приложения. Силицият има и значителни предимства, породени от свойствата на материала. В монокристална форма силицият е почти идеален материал на Хук, което означава, че при огъване почти няма хистерезис и следователно почти няма разсейване на енергия. Това прави силиция много надежден, тъй като той се уморява много малко и може да има експлоатационен живот от порядъка на милиарди до трилиони цикли, без да се счупи. Полупроводниковите наноструктури на основата на силиций придобиват все по-голямо значение в областта на микроелектрониката и по-специално на MEMS. Силициевите нановлакна, произведени чрез термично окисление на силиций, представляват допълнителен интерес в областта на електрохимичното преобразуване и съхранение, включително нановлакнести батерии и фотоволтаични системи.

### Полимери
Въпреки че електронната промишленост осигурява икономии от мащаба за силициевата промишленост, кристалният силиций все още е сложен и сравнително скъп материал за производство. Полимерите, от друга страна, могат да се произвеждат в огромни обеми, с голямо разнообразие от характеристики на материала. Устройствата MEMS могат да се изработват от полимери чрез процеси като шприцване, щамповане или стереолитография и са особено подходящи за микрофлуидни приложения, като например касети за еднократна употреба за изследване на кръвта.

### Метали
Металите също могат да се използват за създаване на MEMS елементи. Въпреки че металите нямат някои от предимствата на силиция по отношение на механичните свойства, когато се използват в рамките на ограниченията, металите могат да демонстрират много висока степен на надеждност. Металите могат да се отлагат чрез галванизиране, изпаряване и разпрашаване. Обикновено използваните метали включват злато, никел, алуминий, мед, хром, титан, волфрам, платина и сребро.

### Керамика
Нитридите на силиция, алуминия и титана, както и силициевият карбид и други керамики намират все по-голямо приложение при производството на MEMS поради благоприятните комбинации от свойства на материалите. AlN кристализира в структурата на вурцит и по този начин проявява пироелектрични и пиезоелектрични свойства, което дава възможност за създаване на сензори, например, с чувствителност към нормални и срязващи сили. TiN, от друга страна, проявява висока електропроводимост и голям модул на еластичност, което прави възможно прилагането на схеми за електростатично задвижване на MEMS с ултратънки лъчи. Освен това високата устойчивост на TiN срещу биокорозия квалифицира материала за приложения в биогенни среди. На фигурата е показана електронно-микроскопска снимка на MEMS биосензор с 50 nm тънък огъващ се лъч от TiN над заземена плоча от TiN. И двете могат да се управляват като противоположни електроди на кондензатор, тъй като лъчът е фиксиран в електрически изолиращи странични стени. Когато в кухината е окачен флуид, неговият вискозитет може да се получи чрез огъване на лъча чрез електрическо привличане към заземената плоча и измерване на скоростта на огъване.

## Приложения
Някои често срещани търговски приложения на MEMS включват:
- Мастиленоструйни принтери, които използват пиезоелектрициили термично изхвърляне на мехурчета за нанасяне на мастилото върху хартията.[1][2] През 1997 г. първият търговски продукт, в който е използвана технологията MEMS, е касета за мастиленоструен принтер, произведена от Hewlett-Packard.[3]
- Акселерометритесе намират в съвременните превозни средства за голям брой цели, включително за задействане на въздушните възглавницисигурността и електронния контрол на стабилността.
- Инерционни измервателни единици (IMU):
  - MEMS-акселерометри
  - MEMS жироскопив дистанционно управлявани или автономни хеликоптери, самолети и мултиротори (известни също като дронове), използвани за автоматично откриване и балансиране на характеристиките на полета - наклон, стъпка и отклонение.
  - В такива устройства може да се вгради и MEMS сензор за магнитно поле (магнитометър), който да осигурява насочено движение.
  - MEMS-интерциални навигационни системи(INS) на съвременните автомобили, самолети, подводници и други превозни средства за определяне на наклон, наклона и преобръщането; например автопилот на самолет.[4]
- Акселерометрите в устройствата на потребителската електроника, като например контролери за игри (Nintendo Wii), персонални медийни плейъри / мобилни телефони (почти всички смартфони, различни модели PDA на HTC),[5] разширена реалност (AR) и виртуална реалност (VR), както и в редица цифрови фотоапарати (различни модели Canon Digital IXUS). Използва се и в персонални компютри за паркиране на главата на твърдия диск при засичане на свободно падане, за да се предотврати повреждане и загуба на данни.
- MEMS барометри[6]